# DBBL-Pokal 2025/26
Der DBBL-Pokal 2025/26 wird parallel zur Hauptrunde der Saison 2025/26 ausgetragen. Wie in der Vorsaison spielen alle Erst- und Zweitligisten sowie drei gemeldeten Teams der Landesverbände im K.o.-System über sieben Spielrunden den Deutschen Pokalsieger im Vereinsbasketball der Damen aus.
Als amtierender Pokalsieger starten die Saarlouis Royals im Pokal-Wettbewerb.

## 1. Pokalrunde
In der ersten Runde treten nur die drei gemeldeten Teams der Landesverbände gegen drei ausgeloste Zweitligisten an. Die restlichen Zweitligisten erhielten ein Freilos.
| Datum          |                            | Ergebnis |                         |
| -------------- | -------------------------- | -------- | ----------------------- |
| 13./14.09.2025 | Deutzer TV Basketball Köln | -:-      | Bender Baskets Grünberg |
| 13./14.09.2025 | SC Rist Wedel              | -:-      | ChemCats Chemnitz       |
| 13./14.09.2025 | TuS Nortorf                | -:-      | BG 89 AVIDES Hurricanes |

## 2. Pokalrunde
Ab der zweiten Pokalrunde nehmen auch die verbleibenden Zweitligisten am Pokal-Wettbewerb teil. Die Partien wurden am 15. Juli 2025 ausgelost.
| Datum          |                                       | Ergebnis |                                  |
| -------------- | ------------------------------------- | -------- | -------------------------------- |
| 20./21.09.2025 | Hürther BC                            | -:-      | WINGS Leverkusen                 |
| 20./21.09.2025 | Talents BonnRhöndorf                  | -:-      | VfL VIAKTIV-AstroLadies Bochum   |
| 20./21.09.2025 | BBC Osnabrück                         | -:-      | New Basket Oberhausen            |
| 20./21.09.2025 | Sieger Wedel gg. Chemnitz             | -:-      | Eintracht Braunschweig LionPride |
| 20./21.09.2025 | Sieger Nortorf gg. Rotenburg          | -:-      | Eimsbütteler Turnverband         |
| 20./21.09.2025 | BG74 Veilchen Ladies Göttingen        | -:-      | TuS Lichterfelde                 |
| 20./21.09.2025 | Sieger aus Köln-Deutz gg. Grünberg    | -:-      | BasCats USC Heidelberg           |
| 20./21.09.2025 | ASC Theresianum Mainz                 | -:-      | KuSG Leimen                      |
| 20./21.09.2025 | Dillingen Diamonds                    | -:-      | Falcons Bad Homburg              |
| 20./21.09.2025 | Medikamente per Klick Bamberg Baskets | -:-      | QOOL Sharks Würzburg             |
| 20./21.09.2025 | VIMODROM Baskets Jena                 | -:-      | BBU ’01 Ulm                      |
| 20./21.09.2025 | TSV 1880 Wasserburg                   | -:-      | Lou’s Foodtruck MTV Stuttgart    |

## 3. Pokalrunde
Informationen zu Terminen der weiteren Pokalrunden liegen noch nicht vor! Die zehn Erstligisten greifen ab dem Achtelfinale ins Pokalgeschehen ein.